# Rossturako
Der Rossturako (Tauraco rossae, Syn.: Musophaga rossae),  gelegentlich auch Haubenschildturako oder Lady-Ross-Schildturako genannt, ist ein 50 Zentimeter großer Vertreter aus der Familie der Turakos.
Die Zuordnung zur Gattung Helmturakos (Tauraco violaceus) oder Schildturakos (Musophaga) ist umstritten.

## Aussehen
Diese Vögel haben ein metallisch blaues Federkleid mit einigen schwarzen Stellen vor allem am Kopf, Nacken, dem Rücken und an Schwanz. Die kräftigen Beine sind schwarz. Sehr auffällig ist der gelbe Bereich um die Augen und der kurze gelbe, gebogene Schnabel. Auf dem Kopf tragen sie eine kurze, rote, buschige Federhaube. Die Geschlechter unterscheiden sich optisch im Federkleid kaum voneinander.
Der Oberschnabel endet in einen Stirnschild, was ihn optisch von anderen Vertreten aus der Familie der Turakos abhebt.

## Verbreitung
Diese Art kommt in Zentralafrika und Südlichen Afrika vor. Dort bewohnt der Rossturako die lichten Wälder, oft in Nähe von Flüssen. Auch in Parkanlagen mit Baumbeständen, Obstplantagen ist er anzutreffen.

## Lebensweise
Der Rossturako bewegt sich in den Kronen hoher Bäume hüpfend von Ast zu Ast auf der Suche nach Nahrung fort. Er ernährt sich von Früchten wie Bananen, Orangen und anderen Früchten. Die Samen scheidet er unterwegs wieder unverdaut aus und trägt so zur Verbreitung seiner Nahrungspflanzen in seinem Lebensraum bei. Ihre Stimme erinnert an ein Bellen.

## Fortpflanzung
In der Brutzeit leben die Rossturakos als Paar zusammen. Er baut ein flaches, großes  Nest, welches aus Zweigen besteht in den Ästen von Bäumen. Das Weibchen legt 2 blau-weiße Eier. Das Brutgeschäft übernehmen Männchen und Weibchen gemeinsam. Nach 22 Tagen schlüpfen die Jungen. Diese werden von beiden Elternteilen mit weichen Früchten, die die Elterntiere aus ihrem Schnabel hervorwürgen, gefüttert. Nach 10 Tagen verlasen die Jungen das Nest und klettern in den Ästen der Bäume umher. Dabei helfen ihnen ihre starken Füße und die Krallen an den Flügeln. Flügge werden die Jungen im Alter von 6 Wochen.

## Gefährdung und Schutzmaßnahmen
Aufgrund ihrer weiten Verbreitung und weil für diese Art keine Gefährdungen bekannt sind, stuft die IUCN diese Art als ungefährdet (Least Concern) ein.